# St. Johnstone FC
St Johnstone FC je skotský fotbalový klub sídlící ve městě Perth. Ačkoli je oficiálně zaznamenáno založení v roce 1884, svůj první zápas odehráli až v únoru 1885. Tradičními rivaly jsou dva kluby z nedalekého města Dundee, a to Dundee FC a Dundee United FC. Utkání mezi těmito kluby se říká Tayside derby.
Klub má omezený úspěch v pohárech. Dostal se dvakrát do finále Scottish League Cupu (skotského ligového poháru), kde prohrál s celky z Glasgowa. St Johnstone vyhrál Scottish Challenge Cup v roce 2007. V sezoně 2013/14 vyhrál poprvé Scottish Cup (skotský fotbalový pohár).

### Externí odkazy

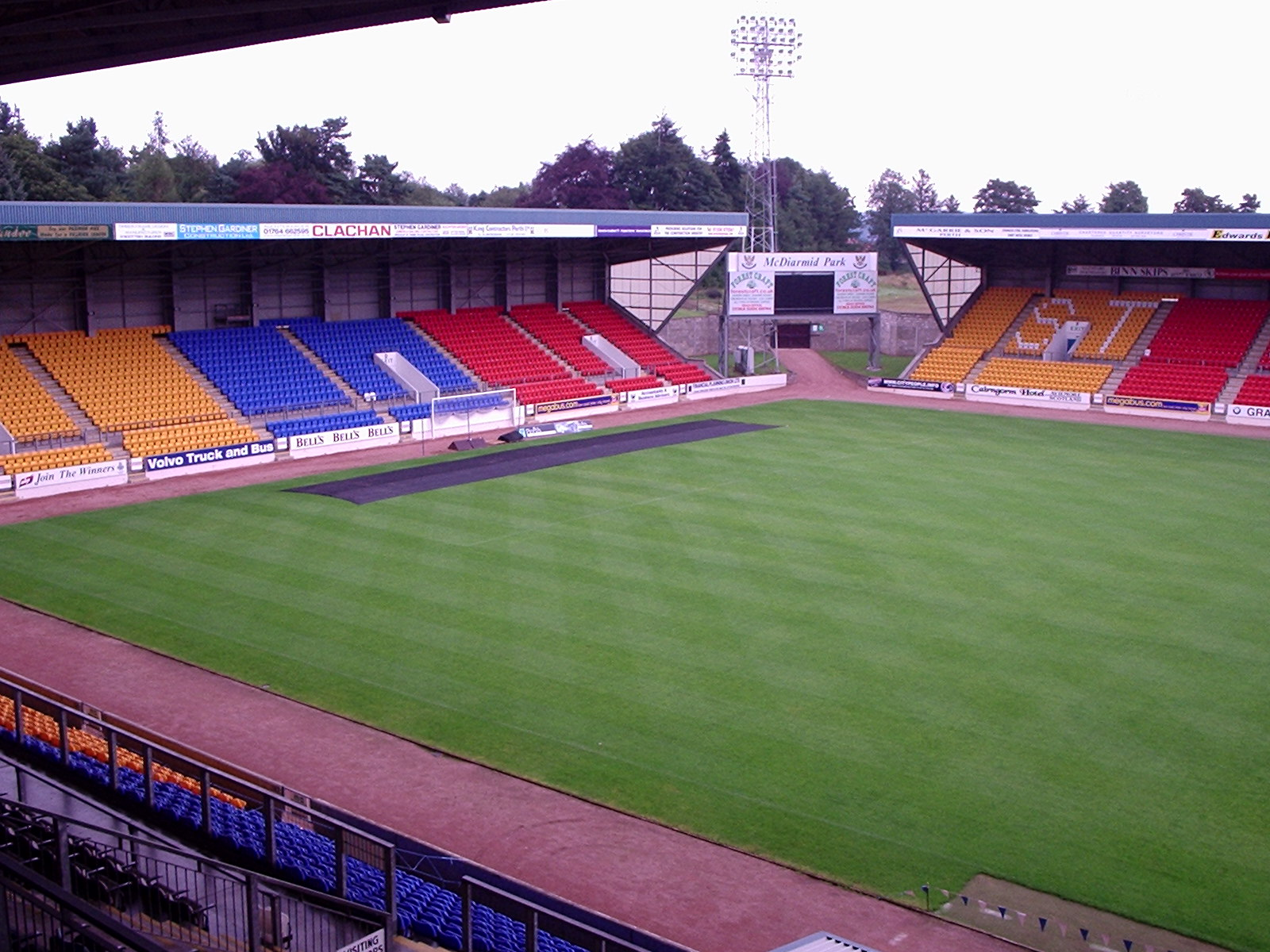
Pohled z hlavní (východní) tribuny